# Boris Bloch
Boris Bloch (russisch Борис Блох, * 12. Februar 1951 in Odessa, Ukrainische SSR) ist ein russisch-ukrainischer Pianist und Dirigent.

## Leben und Ausbildung
Bloch wurde in der ukrainischen Metropole Odessa geboren.
Seine pianistische Ausbildung erhielt Bloch am Moskauer Tschaikowski-Konservatorium, dort vor allem von dem international bekannten Pianisten und Klavierpädagogen Dmitri Alexandrowitsch Baschkirow, dessen Klasse er 1973 abschloss.
1974 verließ er die Sowjetunion und emigrierte zunächst nach New York City. Seit 1985 lebt Bloch in Deutschland, erst in Essen, später in Düsseldorf.

## Repertoire und Konzerttätigkeit
Blochs Repertoire umfasst die wichtigen Werke der gesamten klassischen Klaviermusik im weiteren Sinne, dazu bedeutende Werke der Kammermusik und des Liedschaffens. Einen wichtigen Platz in seinen Konzerten nimmt die Musik Domenico Scarlattis (Sonaten), Mozarts (Sonaten, Klavierkonzerte), Beethovens (Sonaten, Variationen, sämtliche Klavierkonzerte), Chopins (Sonate h-Moll, beide Klavierkonzerte, alle Balladen, Scherzi, Walzer und Impromptus sowie Variations brillantes op. 12, Mazurken, Nocturnes, Polonaisen), Liszts (Années de pèlerinage, Paraphrasen, Grand Solo de Concert, Klavierkonzerte, Totentanz, Spanische und viele Ungarische Rhapsodien, alle Paganini- und Konzertetüden, sechs Études d’exécution transcendante, späte Stücke u. a.), Tschaikowskis (sämtliche Klavierkonzerte, Klavierstücke) und Rachmaninows (Préludes, Études-Tableaux, sämtliche Klavierkonzerte) ein; in seinen Programmen finden sich aber auch Werke von Johann Sebastian Bach (Wohltemperiertes Klavier, Partiten, Konzerte für Klavier solo nach den Komponisten des Barock), Franz Schubert (Wanderer-Fantasie), Felix Mendelssohn Bartholdy (Variations sérieuses), Robert Schumann (Carnaval, Symphonische Etüden, Grande Sonate f-Moll op. 14 u. a.), Brahms (Händel-Variationen, Klavierstücke), Grieg (Klavierkonzert), Skrjabin (Klavierkonzert), Busoni (Klavierkonzert, Sonatina super Carmen, Sonatina brevis in signo joannis Sebastiani Magni, Elegien), Schönberg (Klavierstücke), Schostakowitsch (Präludien), Prokofjew (Klavierkonzerte und Sonaten) und andere Komponisten vom 18. bis zum 20. Jahrhundert.
Seine Konzerttätigkeit führt ihn vor allem durch ganz Europa und zur Zusammenarbeit mit vielen berühmten Orchestern. Er tritt häufig bei internationalen Musikereignissen auf, so bei den Berliner Festwochen, den Meraner Musikwochen, beim Rheingau Musik Festival, beim Festival Pianistico Internazionale di Brescia e Bergamo, bei den Chopin-Festivals im polnischen Duszniki-Zdrój und im tschechischen Marienbad und anderen. Er ist ständiger Gast u. a. beim Klavierfestival Ruhr, beim Carinthischen Sommer in Ossiach-Villach, bei den Raritäten der Klaviermusik in Husum und bei den Festivals Varna Summer und Paläste von Sankt Petersburg. Mit dem Tonhalle-Orchester Zürich führte er sämtliche Klavierkonzerte von Rachmaninow und unter dem Dirigat von Christoph Eschenbach das selten gespielte Konzert von Busoni auf, mit der Staatskapelle Berlin die Klavierkonzerte Tschaikowskis und mit den Duisburger Philharmonikern das Klavierkonzert von Skrjabin.
1991 begründete Bloch das „Silvesterkonzert mit Boris Bloch“, ein Konzert am Silvesterabend in der Form eines reinen Klavier-Recitals, das seit 2004 in der Philharmonie Essen stattfindet und – stets ausverkauft – mittlerweile Kultstatus beim Essener Musikpublikum erreicht hat.
Auch als Dirigent hat sich Bloch einen Namen gemacht, vor allem während seiner Zeit als musikalischer Leiter der Oper in Odessa zwischen 1993 und 1995; zuletzt dirigierte er im Rahmen der von ihm ins Leben gerufenen Winterabende an der Ruhr in Essen Nikolai Rimski-Korsakows Kammeroper Mozart und Salieri. Zu seinem Repertoire als Dirigent zählen außerdem z. B. Tschaikowskis Jungfrau von Orléans und Mazeppa, Mussorgskis Boris Godunow und Beethovens Christus am Ölberge.

## Lehrtätigkeit; Juryarbeit
Bloch ist seit 1985 Professor für das Hauptfach Klavier an der Folkwang Hochschule (Standort Duisburg). Zu seinen bekannteren Schülern gehören Nikolaus Lahusen, Peter Josza und Ewgeni Boschanow. Im Jahre 2007 wurde ihm für seine herausragenden musikpädagogischen Aktivitäten der Musikpädagogikpreis der Stadt Duisburg verliehen. Bloch leitet außerdem regelmäßig Meisterkurse an der Internationalen Sommerakademie Mozarteum Salzburg und die Sommerkurse an der Hochschule für Musik Franz Liszt in Weimar.
Bloch ist auch ein gefragtes Jury-Mitglied bei internationalen Musikwettbewerben und war maßgeblich am Konzept des 1. und des 2. (1994 bzw. 1997) Concours Clara Schumann in Düsseldorf beteiligt. Im Jahre 2006 war Bloch der künstlerische Leiter des 1. Internationalen Karl Bechstein Klavierwettbewerbs.

## Wettbewerbserfolge; Auszeichnungen
Nach dem Studium in Moskau war Bloch Preisträger internationaler Klavierwettbewerbe; unter anderem errang er 1976 den Ersten Platz bei den Young Concert Artists International Auditions in New York, 1977 die Silbermedaille bei der Artur Rubinstein Piano Masters Competition in Tel Aviv und im Jahr 1978 eine der bedeutendsten Auszeichnungen für Pianisten, nämlich den Ersten Preis des Internationalen Klavierwettbewerbs Ferruccio Busoni in Bozen.
Aufgrund seines besonderen Einsatzes für das Klavierwerk Franz Liszts wurde Bloch mit der Goldenen Ehrennadel der Internationalen Liszt-Gesellschaft Wien geehrt sowie mit dem Grand Prix du Disque Liszt der Liszt-Gesellschaft Budapest.

## Diskographie
Von Bloch existieren einige CD-Einspielungen, die Referenzcharakter besitzen, so insbesondere seine Aufnahmen von Liszt-Opernparaphrasen, die mit dem Grand Prix International du Disque Liszt ausgezeichnet wurden, die Aufnahme des Klavierwerks Mussorgskis, die den Preis Excellence Disque erhielt, oder die Live-Einspielungen von Mozarts „Krönungskonzert“ und Tschaikowskis drittem Klavierkonzert in seiner vollständigen Fassung (die beiden letztgenannten Aufnahmen sind zusammen mit Liszt-Busonis Rhapsodie Espagnol auch auf DVD erschienen). Einzelne Interpretationen Blochs finden sich auch auf Sammel-CDs (z. B. aus verschiedenen Jahren des Festivals Raritäten der Klaviermusik und auf den Begleit-CDs zu Harenbergs Klaviermusikführer). Blochs Audio-Aufnahmen sind mittlerweile fast vollständig vergriffen und z. T. nur noch bei Spezialanbietern erhältlich.
- Liszt: 5 Paraphrases D´Opéras Italiens (Bellini – Donizetti – Verdi), Accord, 1988
- Internationaler Pianisten-Wettbewerb Ferruccio Busoni Bozen – 30 Jahre Klaviergeschichte (Liszts Rhapsodie Espagnole), Nuova Era 6719-DM, 1988
- Boris Bloch Plays Liszt – Live Recordings 2002, Bohème, 2004
- Raritäten der Klaviermusik 1989, Danacord DACOCD 349, 1990
- Raritäten der Klaviermusik 1991, Danacord DACOCD 389, 1992
- Raritäten der Klaviermusik 2004, Danacord DACOCD 649, 2005
- Harenberg Klaviermusikführer (Busonis Turandots Frauengemach), Deutsche Grammophon, 1998
- Robert Schumann: Phantasiestücke op. 12, Sonate f-Moll op 14 Concert sans Orchestre, Agorá Musica, 1999
- Mussorgski: Œuvre intégrale pour piano (Doppel-CD), Accord, 1992
- Busoni: Klavierkonzert op. 39 mit dem Tonhalle-Orchester Zürich unter Christoph Eschenbach, Klavierstücke (Doppel-LP), Aperto, 1985
- Boris Bloch at the Great Hall of the Moscow Tchaikovsky Conservatory (Mozarts Klavierkonzert KV 537 Krönungskonzert, Tchaikovskis Klavierkonzert Nr. 3 op. 75 und 79 mit allen drei Sätzen, Liszts Spanische Rhapsodie in der Fassung mit Orchester von Busoni, jeweils mit dem Moskauer Philharmonischen Orchester unter Mark Gorenstein) (DVD), Bohème, 2002
- Live in München (Beethovens Sonate op. 10 Nr. 2, Liszt-Busonis Figaros Hochzeit, Werke von Rachmaninow und Busoni), Deutsche Grammophon, 1979